# 8Ball & MJG
8Ball & MJG (poznati i pod imenom The 8 & M Bros.) je američki hip hop sastav iz Memphisa, Tennesseeja. Sastav je osnovan 1991. godine od strane 8Balla (Premro Smith) i MJG-ja (Marlon Goodwin) koji su se upoznali u srednjoj školi 1984. godine. Prvi nezavisni album Listen to the Lyrics objavili su odmah 1991. godine. Prvi studijski album Comin' Out Hard objavili su 1993. godine. Drugi album On the Outside Looking In je uslijedio odmah sljedeće godine. Godine 1995. objavili su i treći studijski album On Top of the World. Četiri godine kasnije objavili su album In Our Lifetime. Peti album Space Age 4 Eva objavili su 2000. godine. Nakon toga grupa potpisuje ugovor s diskografskom kućom Bad Boy South, te objavljuju dva albuma Living Legends, 2004. godine i Ridin' High, 2007. godine. Godine 2010. objavljuju osmi studijski album Ten Toes Down, te još jedan nezavisni album From the Bottom 2 the Top.

## Članovi
Trenutni članovi
- 8Ball (1991. - danas)
- MJG (1991. - danas)

## Diskografija
| - Comin' Out Hard (1993.) - On the Outside Looking In (1994.) - On Top of the World (1995.) - In Our Lifetime (1999.) - Space Age 4 Eva (2000.) - Living Legends (2004.) - Ridin' High (2007.) - Ten Toes Down (2010.) - Listen to the Lyrics (1991.) - From the Bottom 2 the Top (2010.) | - Lyrics of a Pimp (1997.) - Memphis Under World (2000.) - We Are the South: Greatest Hits (2008.) - Gangsta Grillz: The Legends Series Vol. 2 (2005.) |

## Vanjske poveznice
- 8Ball & MJG na Allmusicu
- 8Ball & MJG na Discogsu
- 8Ball & MJG na Billboardu
- 8Ball & MJG  Arhivirana inačica izvorne stranice od 4. listopada 2014. (Wayback Machine) na MTV